# وحید امیری
وحید امیری (زادهٔ ۱۳ فروردین ۱۳۶۷) بازیکن فوتبال اهل ایران است که برای باشگاه فوتبال پرسپولیس در لیگ برتر خلیج فارس بازی می‌کند.
او معمولاً در پست وینگر چپ بازی می‌کند اما توانایی بازی در پست مهاجم دوم را نیز دارد.

## زندگی شخصی
امیری در شهر خرم‌آباد در استان لرستان به دنیا آمد. وی دارای مدرک تحصیلی کارشناسی حقوق و کارشناسی ارشد رشته مدیریت ورزشی است. وحید امیری مدتی پس از پیوستن به باشگاه پرسپولیس ازدواج کرد.

## دوران باشگاهی
امیری فوتبال حرفه‌ای خود را از سال ۱۳۸۷ با باشگاه‌های داتیس و کوثر لرستان شروع کرد، پس از آن به گهر دورود و سپس برای مدت دو فصل به نفت مسجدسلیمان پیوست. از باشگاه‌هایی که وحید امیری در آنها بازی کرده می‌توان به باشگاه فوتبال داتیس لرستان، کوثر لرستان، گهر دورود لرستان، نفت مسجدسلیمان، نفت تهران، پرسپولیس و ترابزون‌اسپور اشاره کرد.

### نفت تهران
امیری در سال ۱۳۹۲ با قراردادی دوساله به نفت تهران پیوست. او نخستین گل خود را برای نفت در ۱۵ مرداد ۱۳۹۲ مقابل داماش گیلان به ثمر رساند که منجر به تساوی ۱–۱ برای هردو تیم شد. نخستین پیروزی آسیایی امیری در فروردین ۱۳۹۴ مقابل الشباب عربستان بود که با نتیجه ۳–۰ به سود نفت به اتمام رسید. نفت در شهریور همان سال با نتیجه ۲–۱ مغلوب الاهلی شد و از گردونه مسابقات حذف گردید، تک گل نفت را امیری در دقیقه ۵۰ به ثمر رساند.

### پرسپولیس

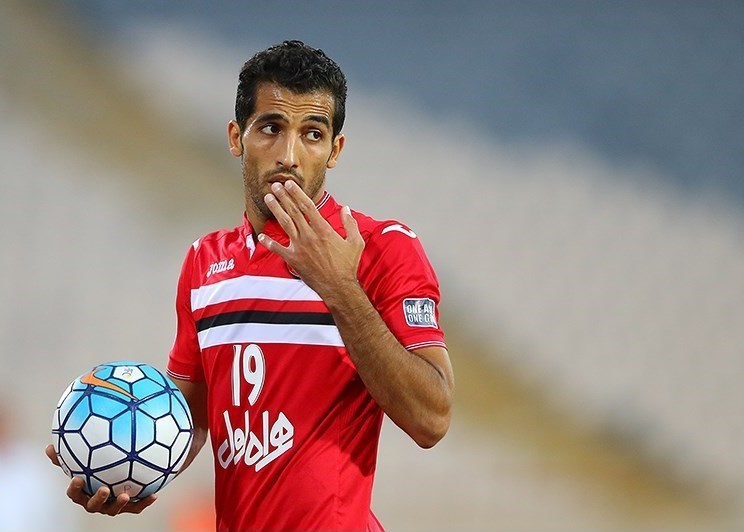
امیری در حال بازی برای پرسپولیس در لیگ قهرمانان آسیا ۲۰۱۷

امیری پس از اتمام قراردادش با نفت در سال ۱۳۹۵ با قراردادی ۲ ساله رسماً به عضویت باشگاه پرسپولیس درآمد؛ پیوستن وحید امیری به پرسپولیس دارای حواشی خاصی بود، علیرضا منصوریان که امیری و بیرانوند را بارها ملاقات کرده بود و استقلالی‌ها این احتمال را می‌دادند که این دو به استقلال می‌آیند، به شدت از انتقال امیری به پرسپولیس عصبانی شدند زیرا تا قبل از آن این دو بازیکن در صفحات مجازی تمایل خود به رنگ آبی را نشان دادند و پس از دریافت پول از حسین هدایتی به تیم رقیب پیوستند، به نحوی که یک مقام مسئول در باشگاه استقلال در مصاحبه‌ای به انتقاد از تصمیم وحید امیری در قبال دریافت مبلغ هنگفت پرداخت.
نخستین گل وحید امیری برای پرسپولیس، در یک تساوی ۱–۱ مقابل فولاد خوزستان به ثمر رسید؛ همچنین وحید امیری معمولاً اوت‌های نزدیک به دروازه حریف را به صورت بلند می‌فرستد و موقعیت‌های خطرناکی را روی دروازهٔ حریفان ایجاد می‌کند. وحید امیری عملکرد مناسبی در پرسپولیس داشته و بارها در تیم منتخب لیگ برتر فوتبال ایران قرار گرفته است.
او توانست با پرسپولیس به جمع ۴ تیم برتر فوتبال آسیا صعود کند و به مقام قهرمانی لیگ برتر فوتبال ایران ۹۶–۱۳۹۵ و سوپر جام فوتبال ایران ۱۳۹۶ برسد.
وحید امیری از جمله کسانی است که دارای معافیت پزشکی می‌باشد و هم‌زمان به صورت حرفه‌ایی فوتبال بازی می‌کرده است.

## دوران ملی

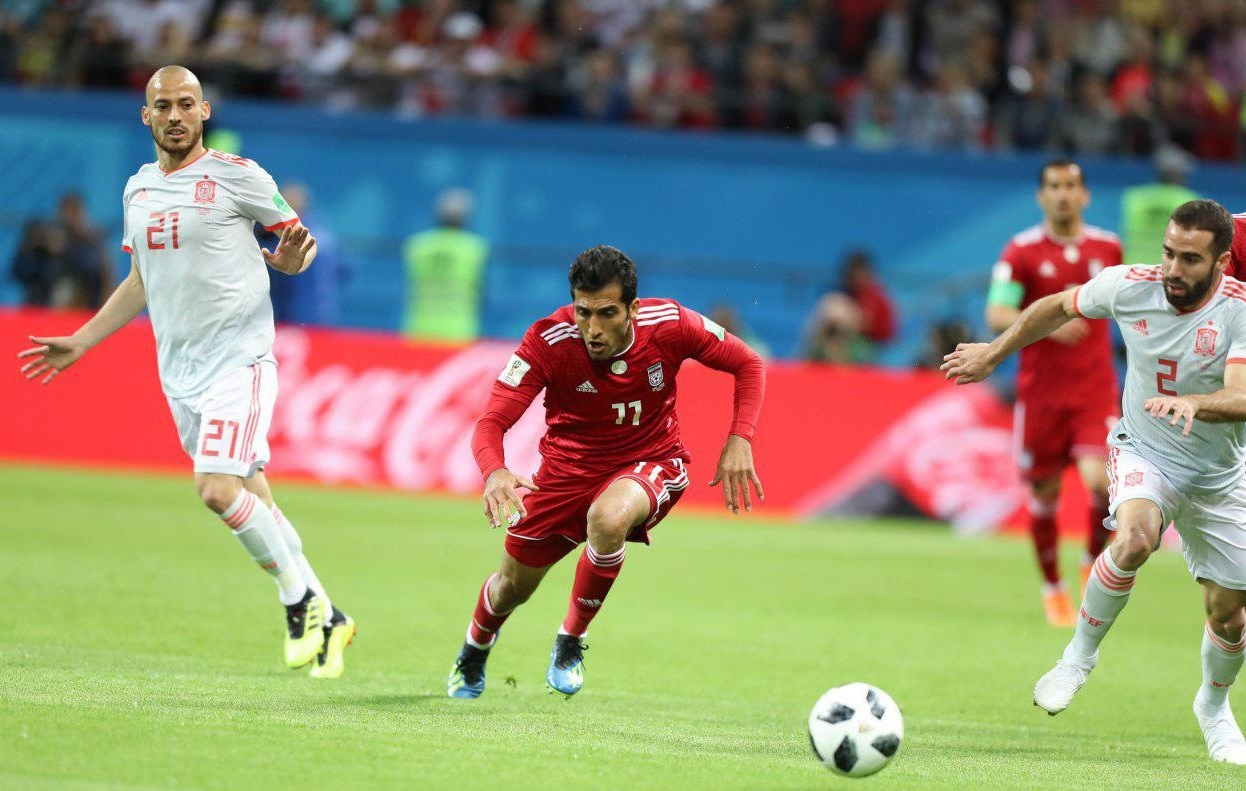
وحید امیری در بازی ایران و اسپانیا در مرحلهٔ گروهی جام جهانی فوتبال ۲۰۱۸

### تیم ملی فوتبال ایران
وی نخستین بار ۳۰ دسامبر ۲۰۱۴ در جریان اردوی تدارکاتی تیم ملی که برای آمادگی درجام ملت‌های آسیا ۲۰۱۵ در کشور پرتغال برگزار می‌شد توسط کارلوس کیروش به تیم ملی دعوت شد. او نخستین بازی ملی اش را در یک بازی دوستانه مقابل عراق در ۴ ژانویه ۲۰۱۵ انجام داد و نخستین گل ملی اش را در جریان یک پیروزی ۲–۰ مقابل شیلی به ثمر رساند. در جریان جام ملت‌های آسیا ۲۰۱۵ در دیدار مقابل عراق که بازی به ضربات پنالتی کشیده شده بود پنالتی خود را از دست داد تا ایران بازی را واگذار کند و از صعود به نیمه نهایی باز بماند.
در مقدماتی جام جهانی ۲۰۱۸ که تیم ملی ایران به عنوان تیم اول گروه خود به جام جهانی صعود کرد، وحید امیری در تمامی بازی‌ها(چه ثابت چه به‌عنوان بازیکن ذخیره) به میدان رفت. و یکی از صحنه‌های به یاد ماندنی تاریخ ایران را با لایی زدن به جرارد پیکه رقم زد
وحید امیری در مرحله مقدماتی جام جهانی فوتبال ۲۰۲۲ یکی از بازیکنان ثابت تیم ملی فوتبال ایران است و نقش پررنگی در صعود به جام جهانی فوتبال ۲۰۲۲ دارد. در بازی هنگ کنگ و بعد از خروجِ جهانبخش بازوبند کاپیتانیِ تیم ملی برای اولین بار به وحید امیری رسید و امیری سه دقیقه بعد از اینکه بازوبند کاپیتانی تیم ملی را به بازو بست موفق به گلزنی شد. این دومین گل ملی امیری بود. وحید امیری در دو بازی متوالی تیم ملی فوتبال ایران با سوریه و لبنان به عنوان بهترین بازیکن زمین انتخاب شد. امیری همراه با تیم ملی فوتبال ایران سریع‌ترین صعود تاریخ ایران را به جام جهانی فوتبال ۲۰۲۲ تجربه کرد.

## آمار

### باشگاهی
تا تاریخ ۲۵ اردیبهشت ۱۴۰۴
| باشگاه                | لیگ                   | فصل                   | لیگ برتر | لیگ برتر | جام حذفی | جام حذفی | آسیا | آسیا | سوپر جام | سوپر جام | مجموع | مجموع |
| باشگاه                | لیگ                   | فصل                   | بازی     | گل       | بازی     | گل       | بازی | گل   | بازی     | گل       | بازی  | گل    |
| --------------------- | --------------------- | --------------------- | -------- | -------- | -------- | -------- | ---- | ---- | -------- | -------- | ----- | ----- |
| نفت مسجدسلیمان        | لیگ آزادگان           | ۹۱–۱۳۹۰               | ۲۳       | ۲        | ۱        | ۰        | –    | –    | –        | –        | ۲۴    | ۲     |
| نفت مسجدسلیمان        | لیگ آزادگان           | ۹۲–۱۳۹۱               | ۲۵       | ۰        | ۱        | ۰        | –    | –    | –        | –        | ۲۶    | ۰     |
| مجموع نفت مسجد سلیمان | مجموع نفت مسجد سلیمان | مجموع نفت مسجد سلیمان | ۴۸       | ۲        | ۲        | ۰        | –    | –    | –        | –        | ۵۰    | ۲     |
| نفت تهران             | لیگ برتر              | ۹۳–۱۳۹۲               | ۲۶       | ۲        | ۲        | ۰        | –    | –    | –        | –        | ۲۸    | ۲     |
| نفت تهران             | لیگ برتر              | ۹۴–۱۳۹۳               | ۲۵       | ۴        | ۲        | ۱        | ۱۱   | ۲    | –        | –        | ۳۸    | ۷     |
| نفت تهران             | لیگ برتر              | ۹۵–۱۳۹۴               | ۲۸       | ۵        | ۲        | ۰        | ۱    | ۰    | –        | –        | ۳۱    | ۵     |
| مجموع نفت تهران       | مجموع نفت تهران       | مجموع نفت تهران       | ۷۹       | ۱۱       | ۶        | ۱        | ۱۲   | ۲    | –        | –        | ۹۷    | ۱۴    |
| پرسپولیس              | لیگ برتر              | ۹۶–۱۳۹۵               | ۲۵       | ۶        | ۰        | ۰        | ۱۲   | ۱    | –        | –        | ۳۷    | ۷     |
| پرسپولیس              | لیگ برتر              | ۹۷–۱۳۹۶               | ۲۶       | ۲        | ۲        | ۰        | ۸    | ۰    | ۱        | ۰        | ۳۷    | ۲     |
| پرسپولیس              | لیگ برتر              | ۹۹–۱۳۹۸               | ۲۶       | ۶        | ۴        | ۱        | ۲    | ۰    | ۰        | ۰        | ۳۲    | ۷     |
| پرسپولیس              | لیگ برتر              | ۱۴۰۰–۱۳۹۹             | ۲۸       | ۳        | ۲        | ۰        | ۱۳   | ۱    | ۰        | ۰        | ۴۳    | ۴     |
| پرسپولیس              | لیگ برتر              | ۰۱–۱۴۰۰               | ۲۴       | ۱        | ۱        | ۱        | ۲    | ۰    | ۱        | ۰        | ۲۸    | ۲     |
| پرسپولیس              | لیگ برتر              | ۰۲–۱۴۰۱               | ۲۴       | ۰        | ۵        | ۱        | –    | –    | –        | –        | ۲۹    | ۱     |
| پرسپولیس              | لیگ برتر              | ۰۳–۱۴۰۲               | ۱۹       | ۰        | ۲        | ۰        | ۲    | ۰    | –        | –        | ۲۳    | ۰     |
| پرسپولیس              | لیگ برتر              | ۰۴–۱۴۰۳               | ۱۸       | ۳        | ۱        | ۰        | ۶    | ۰    | ۰        | ۰        | ۲۵    | ۳     |
| مجموع پرسپولیس        | مجموع پرسپولیس        | مجموع پرسپولیس        | ۱۹۰      | ۲۱       | ۱۷       | ۳        | ۴۵   | ۲    | ۲        | ۰        | ۲۵۴   | ۲۶    |
| ترابزون‌اسپور          | سوپر لیگ ترکیه        | ۱۹–۲۰۱۸               | ۲۲       | ۱        | ۴        | ۲        | –    | –    | –        | –        | ۲۶    | ۳     |
| مجموع ترابزون اسپور   | مجموع ترابزون اسپور   | مجموع ترابزون اسپور   | ۲۲       | ۱        | ۴        | ۲        | –    | –    | –        | –        | ۲۶    | ۳     |
| مجموع آمار            | مجموع آمار            | مجموع آمار            | ۳۳۹      | ۳۵       | ۲۹       | ۶        | ۵۷   | ۴    | ۲        | ۰        | ۴۲۷   | ۴۵    |

### بازی‌های ملی
تا تاریخ ۲۰ ژوئن ۲۰۲۳
| ایران | ایران | ایران | ایران  |
| سال   | بازی  | گل    | پاس گل |
| ----- | ----- | ----- | ------ |
| ۲۰۱۵  | ۱۲    | ۱     | ۲      |
| ۲۰۱۶  | ۹     | ۰     | ۰      |
| ۲۰۱۷  | ۹     | ۰     | ۱      |
| ۲۰۱۸  | ۱۲    | ۰     | ۱      |
| ۲۰۱۹  | ۱۰    | ۰     | ۱      |
| ۲۰۲۰  | ۲     | ۰     | ۱      |
| ۲۰۲۱  | ۹     | ۱     | ۱      |
| ۲۰۲۲  | ۵     | ۰     | ۰      |
| ۲۰۲۳  | ۳     | ۰     | ۰      |
| مجموع | ۷۱    | ۲     | ۷      |

### گل‌های ملی
| شماره | تاریخ        | میزبان      | بازی ملی | حریف    | نتیجه | رقابت                  |
| ----- | ------------ | ----------- | -------- | ------- | ----- | ---------------------- |
| ۱     | ۲۶ مارس ۲۰۱۵ | زانکت پولتن | ۴        | شیلی    | ۲–۰   | دوستانه                |
| ۲     | ۳ ژوئن ۲۰۲۱  | عراد        | ۵۶       | هنگ کنگ | ۳–۱   | مقدماتی جام جهانی ۲۰۲۲ |

## افتخارات

### باشگاهی
نفت تهران
- جام حذفی نایب قهرمانی: جام حذفی ۹۴–۱۳۹۳

### پرسپولیس
- لیگ برتر خلیج فارس
  - قهرمان (۶): ۹۶–۱۳۹۵، ۱۳۹۷–۱۳۹۶، ۱۳۹۹–۱۳۹۸، ۱۴۰۰–۱۳۹۹، ۰۲–۱۴۰۱، ۰۳–۱۴۰۲
  - نایب قهرمان (۱): ۱۴۰۱–۱۴۰۰
- جام حذفی فوتبال ایران
  - قهرمان (۱): ۰۲–۱۴۰۱
- سوپر جام
  - قهرمان (۴): ۱۳۹۶، ۱۳۹۷، ۱۳۹۹، ۱۴۰۲
  - نایب قهرمان (۱): ۱۴۰۰
- لیگ قهرمانان آسیا
  - نایب قهرمان (۱): ۲۰۲۰

### فردی
- بهترین هافبک چپ سال نوروز فوتبالی (۲): ۱۳۹۵، ۱۳۹۶
- بهترین بازیکن سال فوتبال ایران در فصل ۹۷–۱۳۹۶
- بهترین هافبک راست سال نوروز فوتبالی: ۱۳۹۸
- ثمر رساندن یک گل در شهرآورد تهران